# Igor Larionov
Pour les articles homonymes, voir Larionov et Igor Larionov (hockey sur glace, 1998).
Temple de la renommée : 2008
Temple de la renommée de l'IIHF : 2008
Temple de la renommée russe : 2014
Igor Nikolaïevitch Larionov - en russe Игорь Николаевич Ларионов - (né le 3 décembre 1960 à Voskressensk en Union soviétique, aujourd'hui ville de Russie) est un joueur professionnel de hockey sur glace devenu entraîneur. En 2008, il est admis au temple de la renommée et au Temple de la renommée de l'IIHF.

## Biographie

### Carrière de joueur
Évoluant au poste de centre, il est surtout connu sur le plan international pour la fameuse ligne KLM qu'il formait avec ses compatriotes Sergueï Makarov et Vladimir Kroutov au sein de l'équipe nationale d'URSS durant les années 1980. Cette fameuse ligne constituait, avec également l'apport de Viatcheslav Fetissov, l'une des raisons de la domination de l'équipe soviétique durant ces années, avec en outre les titres olympiques de 1984 et 1988 et quatre titres mondiaux en 1982, 1983, 1986 et 1989.
Il est également, toujours avec Fetissov, l'artisan principal de la chute de la barrière qui empêchait les hockeyeurs soviétiques de rejoindre la Ligue nationale de hockey, rejoignant ainsi les Canucks de Vancouver en 1989, Canucks qui l'avaient choisi lors du repêchage d'entrée de 1985 en onzième ronde. Cette bataille pour sa liberté de jouer où il le désire, il la paye d'une exclusion de l'équipe nationale par le fameux entraîneur Viktor Tikhonov, grâce à ses entrées au sein du Parti communiste, exclusion qui sera finalement levée sous la pression de Fetissov et de ses autres coéquipiers.
Dans la Ligue nationale de hockey, il remporte trois Coupes Stanley avec les Red Wings de Détroit. Il fut également l'un des membres du Russian Five avec les Red Wings, mis en place par Scotty Bowman.
Il est intronisé au Temple de la renommée du hockey en novembre 2008.

### Carrière internationale
Au point de vue équipe nationale, il représente dans un premier temps l'URSS puis à la chute de l'URSS, il joue pour l'équipe de Russie.
Il joue avec l'URSS lors des compétitions internationales suivantes :
- Championnat d'Europe junior
  - 1978 -  Médaille d'argent
- Championnat du monde junior
  - 1979 -  Médaille d'or
  - 1980 -  Médaille d'or
- Coupe Canada
  - 1981 - victoire 8 à 1 en finale contre le Canada
  - 1984 - premiers à l'issue du tour préliminaire, les Soviétiques finissent troisième du tournoi. Cette année-là, les joueurs soviétiques envoyés étaient tous gauchers[4].
  - 1987 - défaite en finale. Les Canadiens écartent les Soviétiques en trois matchs très disputés : le premier se solde par la victoire soviétique en prolongation 6-5, le second le score est inversé et lors du troisième et dernier match, le Canada gagne à nouveau 6-5 mais dans le temps réglementaire.
- Championnat du monde
  -  Médaille d'or - 1982, 1983, 1986 et 1989. En 1983 et 1986, il est élu dans l'équipe type du tournoi.
  -  Médaille d'argent - 1987
  -  Médaille de bronze - 1985
- Jeux olympiques d'hiver
  -  Médaille d'or - 1984, 1988

Il joue pour l'équipe de Russie seulement deux compétitions internationales :
- Coupe du monde de hockey
  - 1996 - la Russie perd en demi-finale contre les États-Unis
- Jeux olympiques d'hiver
  -  Médaille de bronze - 2002

### Carrière d'entraîneur
En 2022, il est nommé entraîneur du Torpedo Nijni Novgorod dans la Ligue continentale de hockey.

### Vie privée
Il est marié à la  patineuse en danse sur glace Ielena Batanova avec qui il a deux filles et un fils Igor également joueur professionnel de hockey sur glace.

## Statistiques
Pour les significations des abréviations, voir Statistiques du hockey sur glace.

### En club
| Saison     | Équipe                 | Ligue       |     | Saison régulière | Saison régulière | Saison régulière | Saison régulière | Saison régulière |    | Séries éliminatoires | Séries éliminatoires | Séries éliminatoires | Séries éliminatoires | Séries éliminatoires |
| Saison     | Équipe                 | Ligue       | PJ  | B                | A                | Pts              | Pun              | PJ               | B  | A                    | Pts                  | Pun                  |                      |                      |
| 1977-1978  | Khimik Voskressensk    | URSS        | 6   | 3                | 0                | 3                | 4                | -                | -  | -                    | -                    | -                    |                      |                      |
| 1978-1979  | Khimik Voskressensk    | URSS        | 32  | 3                | 4                | 7                | 12               | -                | -  | -                    | -                    | -                    |                      |                      |
| 1979-1980  | Khimik Voskressensk    | URSS        | 42  | 11               | 7                | 18               | 24               | -                | -  | -                    | -                    | -                    |                      |                      |
| 1980-1981  | Khimik Voskressensk    | URSS        | 0   | 22               | 23               | 45               | 36               | -                | -  | -                    | -                    | -                    |                      |                      |
| 1981-1982  | CSKA Moscou            | URSS        | 46  | 31               | 22               | 53               | 6                | -                | -  | -                    | -                    | -                    |                      |                      |
| 1982-1983  | CSKA Moscou            | URSS        | 44  | 20               | 19               | 39               | 20               | -                | -  | -                    | -                    | -                    |                      |                      |
| 1983-1984  | CSKA Moscou            | URSS        | 43  | 15               | 26               | 41               | 30               | -                | -  | -                    | -                    | -                    |                      |                      |
| 1984-1985  | CSKA Moscou            | URSS        | 40  | 18               | 28               | 46               | 20               | -                | -  | -                    | -                    | -                    |                      |                      |
| 1985-1986  | CSKA Moscou            | URSS        | 40  | 21               | 31               | 52               | 33               | -                | -  | -                    | -                    | -                    |                      |                      |
| 1986-1987  | CSKA Moscou            | URSS        | 39  | 20               | 26               | 46               | 34               | -                | -  | -                    | -                    | -                    |                      |                      |
| 1987-1988  | CSKA Moscou            | URSS        | 51  | 25               | 32               | 57               | 54               | -                | -  | -                    | -                    | -                    |                      |                      |
| 1988-1989  | CSKA Moscou            | URSS        | 31  | 15               | 12               | 27               | 22               | -                | -  | -                    | -                    | -                    |                      |                      |
| 1989-1990  | Canucks de Vancouver   | LNH         | 74  | 17               | 27               | 44               | 20               | -                | -  | -                    | -                    | -                    |                      |                      |
| 1990-1991  | Canucks de Vancouver   | LNH         | 64  | 13               | 21               | 34               | 14               | 6                | 1  | 0                    | 1                    | 6                    |                      |                      |
| 1991-1992  | Canucks de Vancouver   | LNH         | 72  | 21               | 44               | 65               | 54               | 13               | 3  | 7                    | 10                   | 4                    |                      |                      |
| 1992-1993  | HC Lugano              | LNA         | 24  | 10               | 19               | 29               | 44               | 9                | 3  | 10                   | 13                   | 8                    |                      |                      |
| 1993-1994  | Sharks de San José     | LNH         | 60  | 18               | 38               | 56               | 40               | 14               | 5  | 13                   | 18                   | 10                   |                      |                      |
| 1994-1995  | Sharks de San José     | LNH         | 33  | 4                | 20               | 24               | 14               | 11               | 1  | 8                    | 9                    | 2                    |                      |                      |
| 1995-1996  | Sharks de San José     | LNH         | 4   | 1                | 1                | 2                | 0                | -                | -  | -                    | -                    | -                    |                      |                      |
| 1995-1996  | Red Wings de Détroit   | LNH         | 69  | 21               | 50               | 71               | 34               | 19               | 6  | 7                    | 13                   | 6                    |                      |                      |
| 1996-1997  | Red Wings de Détroit   | LNH         | 64  | 12               | 42               | 54               | 26               | 20               | 4  | 8                    | 12                   | 8                    |                      |                      |
| 1997-1998  | Red Wings de Détroit   | LNH         | 69  | 8                | 39               | 47               | 40               | 22               | 3  | 10                   | 13                   | 12                   |                      |                      |
| 1998-1999  | Red Wings de Détroit   | LNH         | 75  | 14               | 49               | 63               | 48               | 7                | 0  | 2                    | 2                    | 0                    |                      |                      |
| 1999-2000  | Red Wings de Détroit   | LNH         | 79  | 9                | 38               | 47               | 28               | 9                | 1  | 2                    | 3                    | 6                    |                      |                      |
| 2000-2001  | Panthers de la Floride | LNH         | 26  | 5                | 6                | 11               | 10               | -                | -  | -                    | -                    | -                    |                      |                      |
| 2000-2001  | Red Wings de Détroit   | LNH         | 39  | 4                | 25               | 29               | 28               | 6                | 1  | 3                    | 4                    | 2                    |                      |                      |
| 2001-2002  | Red Wings de Détroit   | LNH         | 70  | 11               | 32               | 43               | 50               | 18               | 5  | 6                    | 11                   | 4                    |                      |                      |
| 2002-2003  | Red Wings de Détroit   | LNH         | 74  | 10               | 33               | 43               | 48               | 4                | 0  | 1                    | 1                    | 0                    |                      |                      |
| 2003-2004  | Devils du New Jersey   | LNH         | 49  | 1                | 10               | 11               | 20               | 1                | 0  | 0                    | 0                    | 0                    |                      |                      |
| 2005-2006  | Brunflo IK             | Allsvenskan | 2   | 1                | 3                | 4                | 2                | -                | -  | -                    | -                    | -                    |                      |                      |
| Totaux LNH | Totaux LNH             | Totaux LNH  | 921 | 169              | 475              | 644              | 474              | 150              | 30 | 67                   | 97                   | 60                   |                      |                      |

### En équipe nationale
| Année | Équipe               | Compétition                 |    | PJ | B | A  | Pts | Pun                    |  | Résultat |
| 1979  | Union soviétique U20 | Championnat du monde junior | 5  | 2  | 4 | 6  | 8   | Médaille d'or          |  |          |
| 1980  | Union soviétique U20 | Championnat du monde junior | 5  | 3  | 3 | 6  | 4   | Médaille d'or          |  |          |
| 1981  | Union soviétique     | Coupe Canada                | 7  | 4  | 1 | 5  | 8   | Vainqueur              |  |          |
| 1982  | Union soviétique     | Championnat du monde        | 10 | 4  | 6 | 10 | 2   | Médaille d'or          |  |          |
| 1983  | Union soviétique     | Championnat du monde        | 9  | 5  | 7 | 12 | 4   | Médaille d'or          |  |          |
| 1984  | Union soviétique     | Jeux olympiques             | 6  | 1  | 4 | 5  | 6   | Médaille d'or          |  |          |
| 1984  | Union soviétique     | Coupe Canada                | 5  | 1  | 2 | 3  | 6   | Défaite en demi-finale |  |          |
| 1985  | Union soviétique     | Championnat du monde        | 10 | 2  | 4 | 6  | 8   | Médaille de bronze     |  |          |
| 1986  | Union soviétique     | Championnat du monde        | 10 | 7  | 1 | 8  | 4   | Médaille d'or          |  |          |
| 1987  | Union soviétique     | Championnat du monde        | 10 | 4  | 8 | 12 | 2   | Médaille d'argent      |  |          |
| 1987  | Union soviétique     | Coupe Canada                | 9  | 1  | 2 | 3  | 6   | Défaite en finale      |  |          |
| 1988  | Union soviétique     | Jeux olympiques             | 8  | 4  | 9 | 13 | 4   | Médaille d'or          |  |          |
| 1989  | Union soviétique     | Championnat du monde        | 8  | 3  | 0 | 3  | 11  | Médaille d'or          |  |          |
| 1996  | Russie               | Coupe du monde              | 5  | 0  | 4 | 4  | 2   | Défaite en demi-finale |  |          |
| 2002  | Russie               | Jeux olympiques             | 6  | 0  | 3 | 3  | 4   | Médaille de bronze     |  |          |

## Honneurs et trophées personnels
- URSS
  - Champion d'URSS en 1982, 1983, 1984, 1985, 1986, 1987, 1988 et 1989 avec le CSKA Moscou
  - Sélectionné dans l'équipe type soviétique en 1983, 1986, 1987 et 1988[6]
  - Joueur de l'année soviétique en 1988
  - Coupe d'URSS en 1988 avec le CSKA Moscou
- Coupe d'Europe
  - Vainqueur en 1982, 1983, 1984, 1985, 1986, 1987, 1988 et 1989 avec le CSKA Moscou
- Ligue nationale de hockey
  - Coupe Stanley - 1997, 1998 et 2002 avec les Red Wings de Détroit
  - Sélectionné pour jouer le Match des étoiles en 1998